# Skvarca Headland
Das Skvarca Headland ist eine hoch aufragende Landspitze an der Oskar-II.-Küste des Grahamlands im Norden der Antarktischen Halbinsel. Auf der Südseite der Jason-Halbinsel trennt sie 26 km östlich des Hanza Inlet die Ensenada Da Silva vom Standring Inlet.
Das Advisory Committee on Antarctic Names benannte sie 2011 nach dem aus Slowenien stammenden argentinischen Glaziologen Pedro Skvarca (* 1944), der seit den frühen 1970er Jahren in Antarktika tätig war und zu dessen Untersuchungsobjekten das Larsen-Schelfeis gehört hatte.